# Sanapanás
Los sanapanás o nenlhet, llamados saapa’ang o saapán por los enxet, kasnapan por los guanás y kelya’mok o kyisapang por los enlhet, son un pueblo indígena del Chaco Boreal en Paraguay, distribuido principalmente en los departamentos de Presidente Hayes y Boquerón.
Su lengua es llamada sanapaná payvoma o lanapsua. Aunque conservan su propia lengua, la mayoría habla el guaraní paraguayo. La lengua sanapaná pertenece a la familia lingüística Lengua-Maskoy. Esta familia está conformada por 6 lenguas:
- Angaité (enenlhet)
- Guaná (vana, enlhet o kaskiha)
- Enlhet
- Enxet
- Sanapaná (nenlhet)
- Toba-maskoy (enenlhet)

De acuerdo al Censo Indígena 1995 son 1609 individuos.
De acuerdo a los resultados del III Censo Nacional de Población y Viviendas para Pueblos Indígenas de 2012 en Paraguay viven 2833 sanapanás en el departamento de Presidente Hayes.
Lo mismo que los guanás, los angaités y los maskoy, los sanapanás se autodenominan como enenlhit.